# Bečic
Bečic je naseljeno mjesto u Republici Hrvatskoj u sastavu općine Oriovac u Brodsko-posavskoj županiji.

## Zemljopis
Bečic se nalaze 6 km sjeverozapadno od Oriovca na lijevoj obali rijeke Orljave, susjedna naselja su Ciglenik na jugu te Dragovci i Brodski Drenovac  na sjeveru.

## Stanovništvo
Prema popisu stanovništva iz 2011. godine Bečic je imao 114 stanovnika, dok je 2001. godine imao 138 stanovnika, od čega 135 Hrvata. 
| broj stanovnika | 67    | 69    | 119   | 147   | 149   | 168   | 159   | 172   | 198   | 204   | 206   | 176   | 146   | 136   | 138   | 114   | 95    |
|                 | 1857. | 1869. | 1880. | 1890. | 1900. | 1910. | 1921. | 1931. | 1948. | 1953. | 1961. | 1971. | 1981. | 1991. | 2001. | 2011. | 2021. |